# 伯克利 (愛荷華州)
伯克利（英語：Berkley）是一個位於美國愛荷華州布恩縣的城市。

## 地理
伯克利的座標為40°56′46″N 94°06′50″W / 40.94611°N 94.11389°W，而該地的平均海拔高度為302米（即991英尺）。

## 人口
根據2010年美國人口普查的數據，伯克利的面積為0.54平方千米，當中陸地面積為0.54平方千米，而水域面積為0.00平方千米。當地共有人口32人，而人口密度為每平方千米59人。